# 正解 (RADWIMPSの曲)
「正解」(せいかい) は、RADWIMPSの楽曲。アルバム『ANTI ANTI GENERATION』の収録曲として2018年12月12日にリリースされ、その後2024年2月28日に通算23枚目のシングルとしてEMI Recordsから発売された。

## 概要
NHK総合『RADWIMPS 18祭』のために書き下ろされた楽曲。
2018年3月26日に『18祭』にRADWIMPSが登場することが発表された。企画は2018年9月9日に“18歳世代”1000人とのコラボライブとして行われ、パフォーマンスは10月8日にNHKで放送されたのち2019年1月19日にYouTubeにて公開された。また、アルバム『ANTI ANTI GENERATION』にはこの収録時の音源が収録しリリースされた。
2020年3月17日に、「ANTI ANTI GENERATION TOUR 2019」にて楽曲が披露された際のライブ映像が公開された。
2023年10月15日、翌年に本作をスタジオレコーディングした公式な音源をCDシングルとしてリリースすることが発表された。前作「大団円」から約7ヶ月ぶり、CDで販売されたシングルとしては2018年に発売された「カタルシスト」からおよそ5年半年ぶりとなるリリースである。CDの販売に先駆けて2024年1月24日にデジタル先行配信が行われる。
2024年1月19日には収録内容とジャケットビジュアルが公開された。CDには収録曲のうちオリジナルバージョン、混声三部合唱、女性三部合唱の合唱用譜面とA4サイズの暗記シートが付属する。
2024年2月22日にミュージック・ビデオがYouTubeにて公開された。監督は柏原柚葉が務めた。

## 収録曲
| #  | タイトル                  | 作詞 | 作曲・編曲 |
| -- | ------------------------- | ---- | ---------- |
| 1. | 「正解」                  |      |            |
| 2. | 「正解 (混声三部合唱)」   |      |            |
| 3. | 「正解 (女声三部合唱)」   |      |            |
| 4. | 「正解 (Instrumental)」   |      |            |
| 5. | 「正解 (合唱ピアノ伴奏)」 |      |            |